# Кандаурово (Ивановская область)
Кандаурово — село в Пучежском районе Ивановской области России. Входит в состав Мортковского сельского поселения.

## География
Село расположено в восточной части Ивановской области, в зоне хвойно-широколиственных лесов, на берегах реки Судницы, при автодороге 24Н-011, на расстоянии приблизительно 12 километров (по прямой) к юго-западу от города Пучежа, административного центра района. Абсолютная высота — 90 метров над уровнем моря.

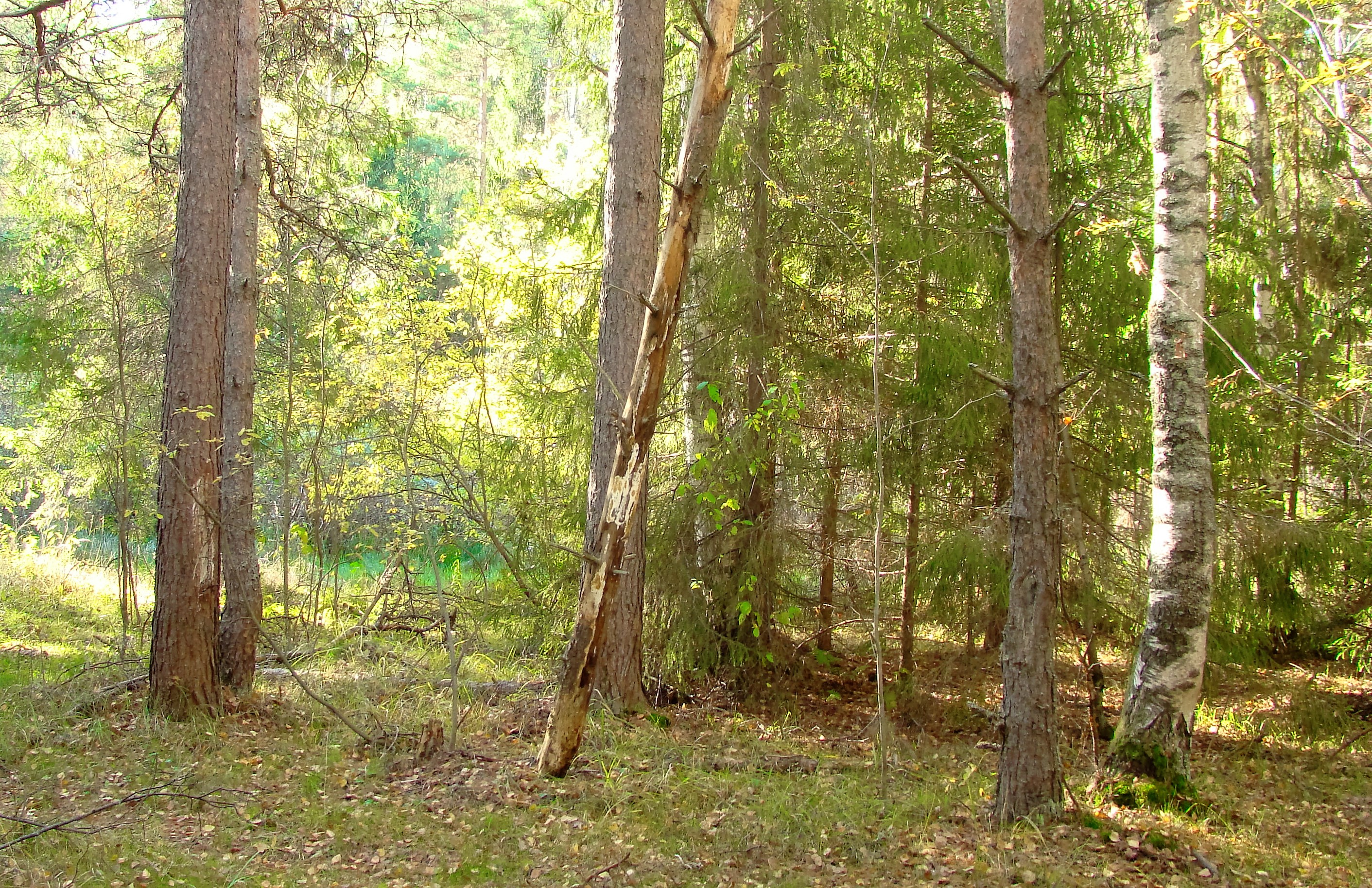
Лес возле села Кандаурово.

## Климат
Климат характеризуется как умеренно континентальный, с умеренно холодной снежной зимой тёплым влажным летом. Среднегодовая температура воздуха — 2,6 °C. Средняя температура воздуха самого холодного месяца (января) — −12,1 °C (абсолютный минимум — −39 °C); самого тёплого месяца (июля) — 17,7 °C (абсолютный максимум — 30 °С). Безморозный период длится около 139 дней. Годовое количество атмосферных осадков — 658 мм, из которых 417 мм выпадает в период с апреля по октябрь. Снежный покров устанавливается в третьей декаде ноября и держится в течение 145 дней.

## История
Первые упоминания о селе Кандаурово относятся к XVIII веку. О происхождении названия Кандаурово имеется несколько версий. Самая распространенная - будто по легенде, русские пленники выкупались у татар и получив свободу те кричали "Кандалы долой! Ура!". Отсюда и название - Кандаурово. Еще вариант - до XII века в этих краях жили финские народы, и если предположить, что данное название восходит к финским языкам, то Кандаурово переводится как медвежье место, медвежий угол.
В те времена жители деревни занимались как строчкой, так и домашним ткачеством. Практически всю свою одежду они изготавливали изо льна.
В XVIII веке Кандаурово входило в состав Ячменской волости.
В XIX — первой четверти XX века село являлось центром Кандауровской волости Юрьевецкого уезда Костромской губернии, с 1918 года — Иваново-Вознесенской губернии.
С 1929 года село являлось центром Кандауровского сельсовета Пучежского района Ивановской области, с 2005 года — в составе Мортковского сельского поселения.

По документам, в Кандаурове издревле была секта поповцев (одно из направлений старообрядчества, возникшее в XVII веке). Молельный дом находился в деревне Жуково.

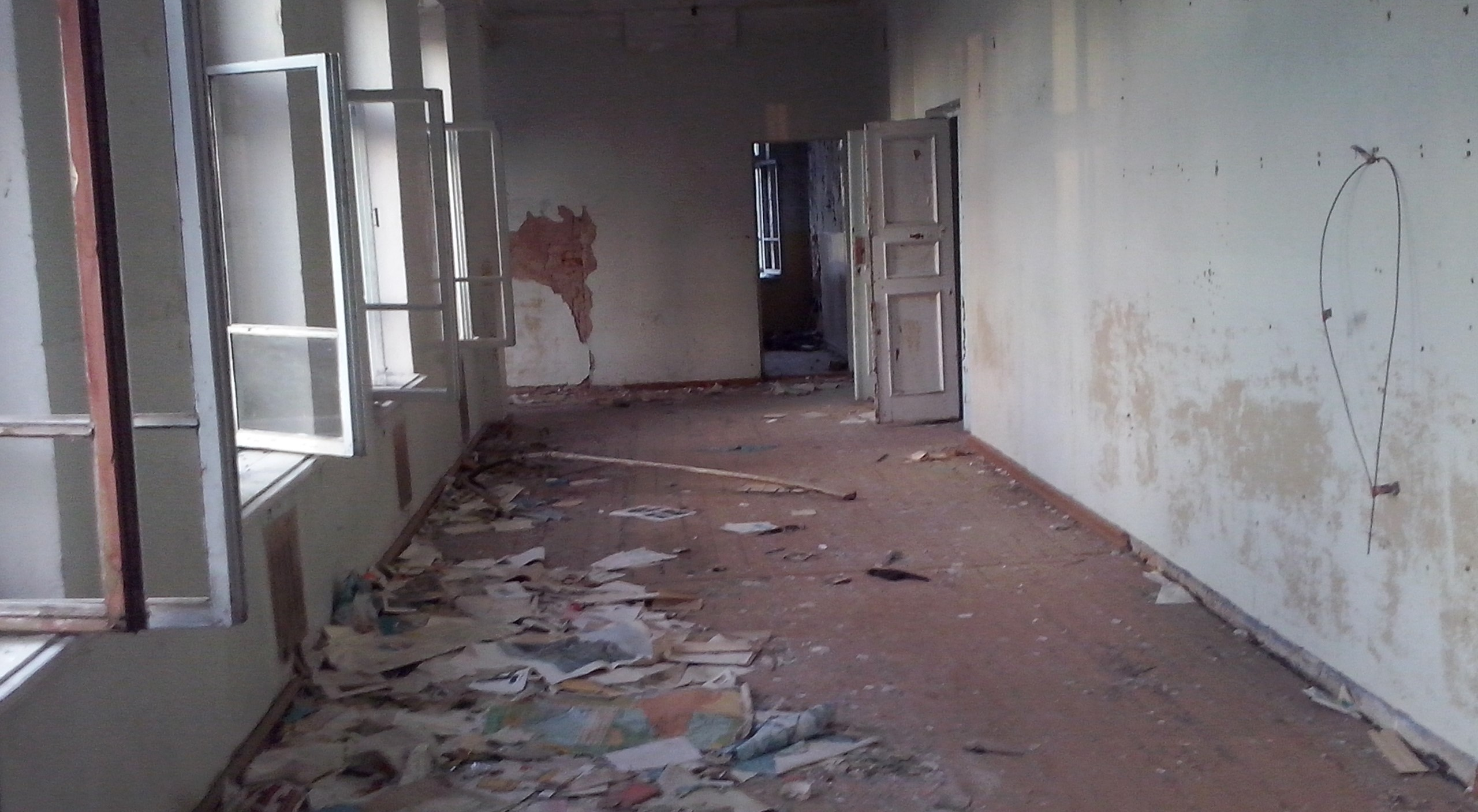
Школа в Кандаурово (лето 2015).

Именно в Кандаурово в 1842 году была построена самая первая сельская школа в уезде. Инициатором строительства выступило земство. Обучение длилось два года. В 1915 году на средства церкви было выстроено еще одно здание под школу. Строительством руководил священник Михаил Николаевич Яснев. В 1916 году начались занятия. первыми учителями церковно-приходской школы были Клавдия Николаевна Лазаревская и Борис Иванович Бачканов, при этом, старожилы утверждали, что Борис Иванович слыл воинствующим безбожником. После Октябрьской революции, в 1919 году, церковно-приходскую и земскую школы преобразовали в единую трудовую начальную школу с четырехлетним сроком обучения. В 1936 году начальная школа была преобразована в семилетнюю. Первым ее директором стал Николай Иванович Корнилов. В 1954 году Кандауровская школа стала средней с десятилетним сроком обучения. Школа тогда занимала помещение бывшего волостного управления и здание бывшей строчевышивальной артели. Первым директором Кандауровской средней школы был Василий Евгеньевич Боровков, которого вскоре сменил Иван Кузьмич Демидов. Средняя школа в Кандаурове просуществовала всего два года. Занятия проводились в две смены, в помещениях было тесно, вечером занимались при свете ламп. Несмотря на это, ребята неплохо учились и интересовались техникой. В школе были трактор и грузовая машина. Как только организовалась средняя школа, появилась и комсомольская организация. 

По инициативе бывшего ученика Кандауровской школы Александра Михайловича Пузанова, который стал председателем Совета Министров в РСФСР, в Кандаурово было выстроено новое каменное двухэтажное здание школы. Ученики и учителя активно помогали в строительстве. Новая школа открыла свои двери в 1964 году. Еще в 1947 году учениками был заложен фруктовый сад, все фрукты и овощи из которого поступали в школьную столовую. В 1970 году школа снова была реорганизована в восьмилетнюю. Последний звонок (в буквальном смысле) прозвенел в 2006 году. Ныне школа пребывает в заброшенном состоянии и потихоньку разбирается местными жителями на стройматериалы.

Примерно с 1924 года и до 1949 года в Кандаурово существовала строчевышивальная артель. В довоенное и послевоенное время артель возглавлял Николай Михайлович Пузанов. Во время ВОВ на ней изготавливались боевые красные знамёна. В мирное время строчили наволочки, сорочки, накомодники. В 2014-2015 годах здание артели было продано частным лицам и впоследствии разобрано на дрова.

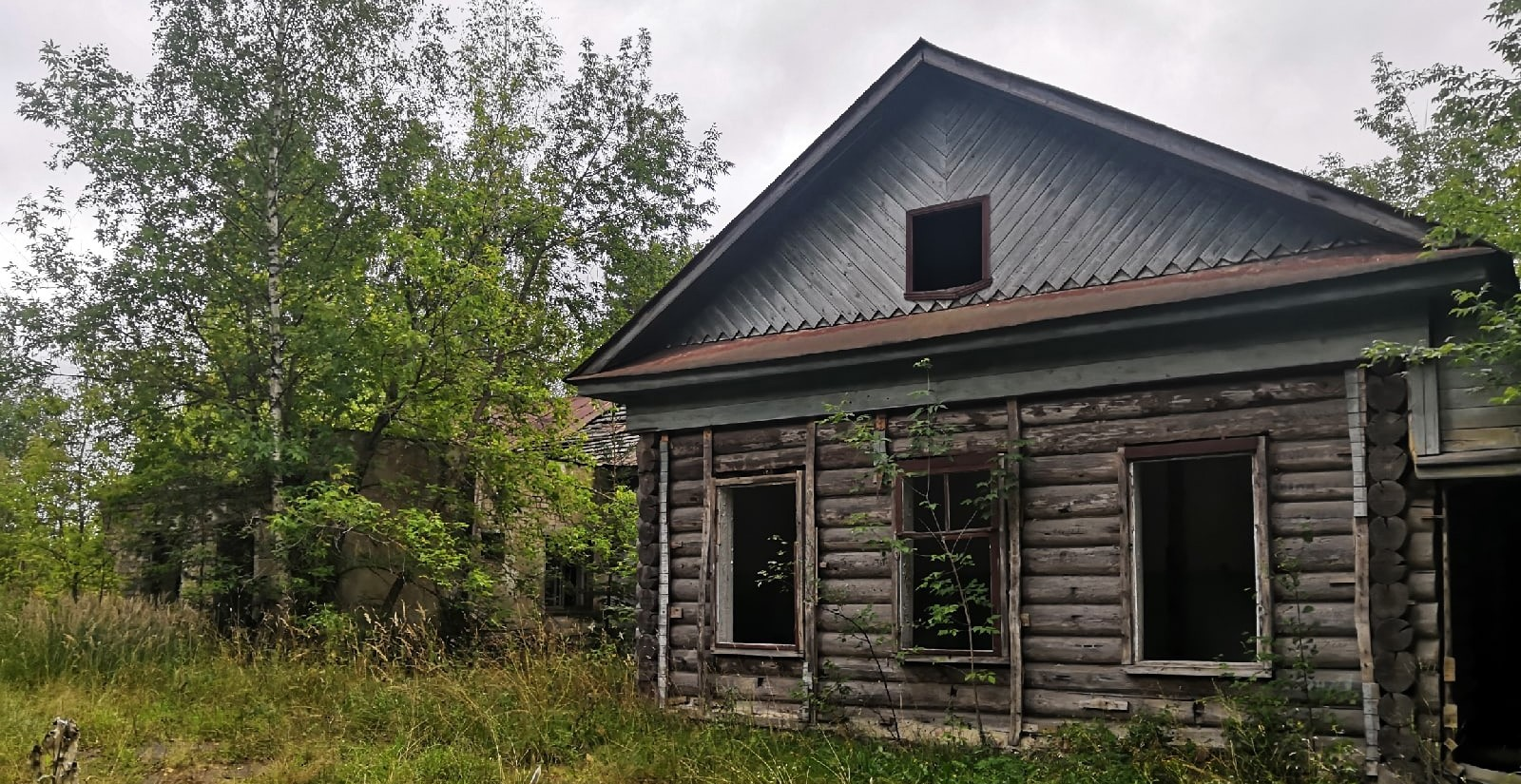
Больница в Кандаурово (сентябрь 2022)

Сельская больница была построена в поле примерно в 1910-1912 годах. Тогда она представляла собой деревянный барак. В мае 1922 года в село после демобилизации из Красной Армии приехала врач Анна Ивановна Молчанова м возглавила больницу. С 1930 года появились дополнительные постройки - баня, колодец, дом для медперсонала. В конце 1938 года барак капитально отремонтировали в нем открылась больница на 12 коек. В больнице действовало печное отопление, было организовано подсобное хозяйство: был разбит свой сад, имелась лошадь. В 1948 году Анна Ивановна Молчанова была награждена знаком «Отличник здравоохранения», а в 1967 году орденом «Знак почета». В 1954 году Анну Ивановну сменила врач Лидия Ивановна Апурина. С 1951 года в кандауровской больнице трудится Николай Дмитриевич Обманкин. В период с 1951 по 1985 годы в село приезжали многие врачи, но, отработав положенный срок, уезжали, так что Николаю Дмитриевичу частенько приходилось работать заведующим кандауровской больницей. В настоящее время больница прекратила своё существование.  
  
До 2011 года в селе действовал Сельскохозяйственный производственный кооператив (СПК) «Кирова».  
По воспоминаниям ветеранов колхоза, в 50-е годы в нем было 9 бригад численностью 7-10 человек. Каждая бригада сеяла по 20 га льна и столько же сажала картофеля. Лучший в районе урожай собрали в кандауровской бригаде в 1970 году: картофеля - 205 центнеров и зерновых - 29,5 центнера с гектара. Бригадиром кандауровской бригады с 1959 по 1975 годы был Виталий Павлович Вяткин. Долгое время бригадиром был ветеран войны Анатолий Иванович Исаков. Лучший в районе урожай собрали в кандауровской бригаде в 1970 году: картофеля - центнеров и зерновых - 29,5 центнера с гектара. Бригадиром кандауровской бригады с 1959 по 1975 годы был Виталий Павлович Вяткин. Долгое время бригадиром был ветеран войны Анатолий Иванович Исаков. С 1975 по 1985 годы в колхозе насчитывалось 36 тракторов и 24 машины.  
В 70-80-е годы велось активное строительство квартир, был построен детский садик, магазин, гараж, две зерносушилки, здание столовой (которую, правда, так и не открыли), в планах значилась баня. В 1991 году провели реорганизацию колхоза.     

Ежегодно в августе в селе широко отмечается праздник "Медовый спас".  
День села приходится на Троицу.

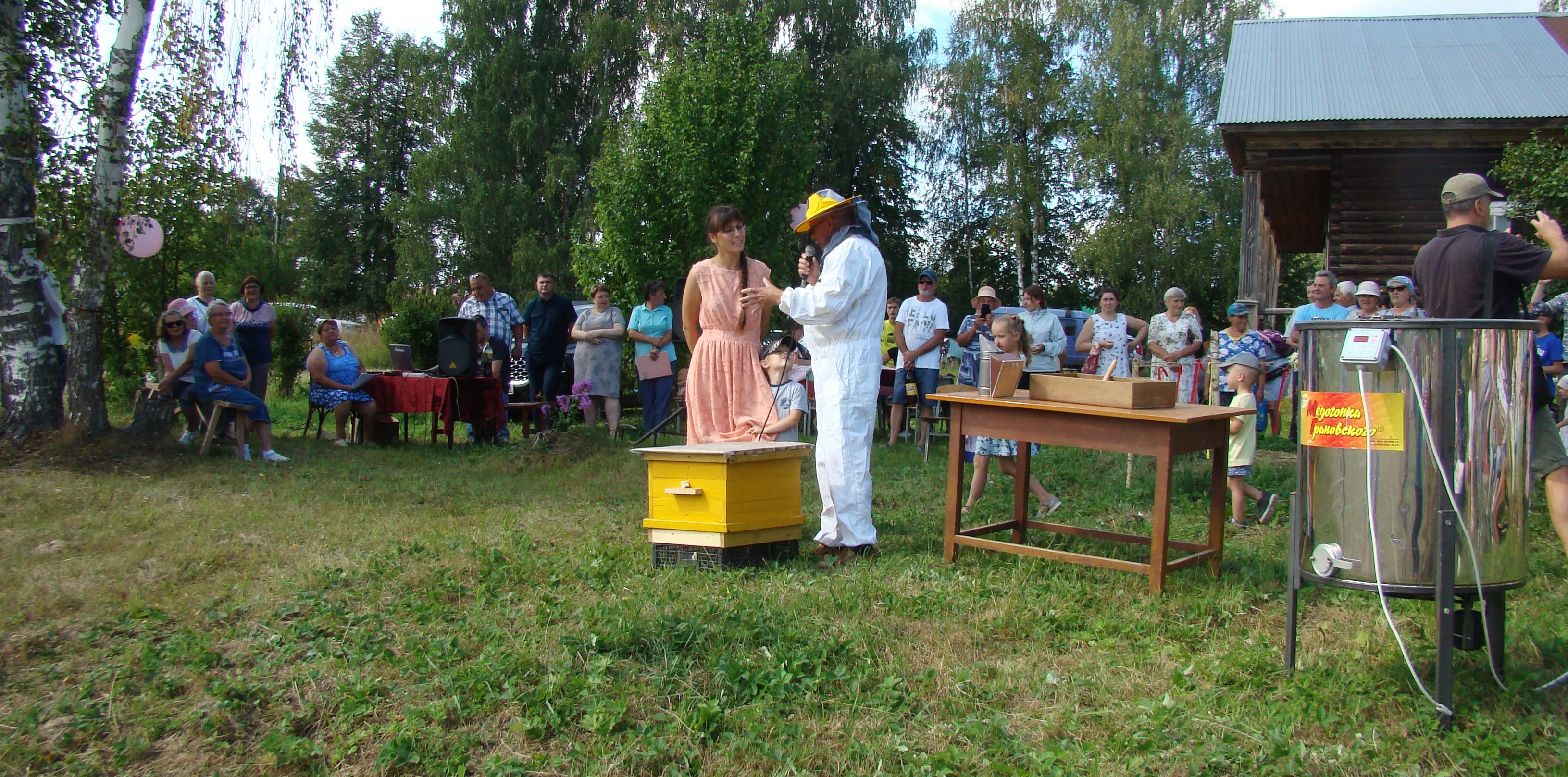
Медовый спас в селе Кандаурово (август 2022).

Село условно делит речка Судница на две части, называемые в народе "На горе" и "Внизу".

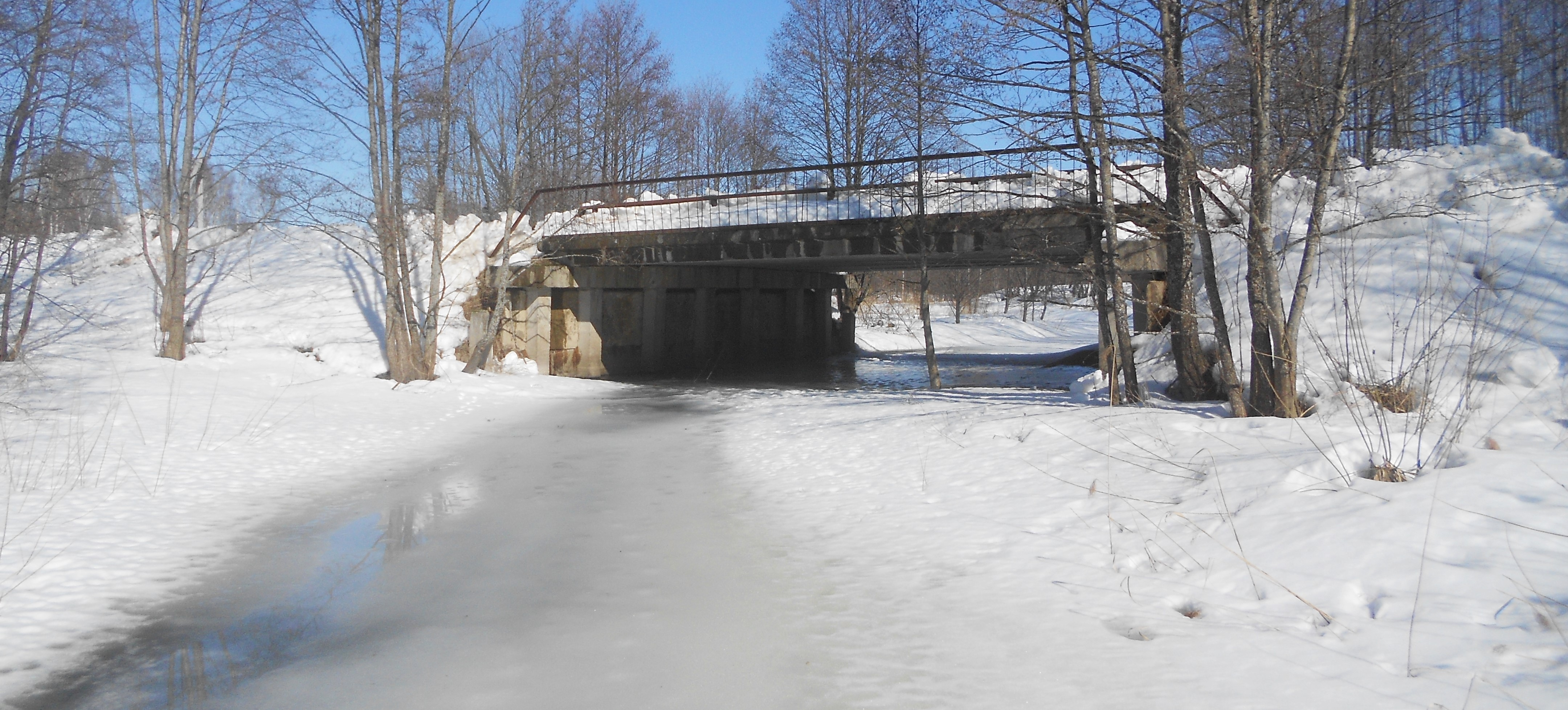
Мост через речку Судницу (март 2022).

## Храм Троицы Живоначальной
Каменная Троицкая церковь выстроена в 1822 году из кирпича. Как следует из архивных данных, построен храм был "усердием прихожанина сей церкви головы удельного Кандауровского приказа крестьянина деревни Кандаурово Михаила Матвеевича Князева, пожертвовавшего 16000 рублей ассигнациями, умершего в 1819 году". По своей форме церковь напоминает корабль. На колокольне церкви имелось 8 колоколов, самый большой весил 205 пудов. Он был отлит на месте в 1860 году "иждивением доброхотных деятелей". В середине XIX века кладбище было обнесено оградой, в церкви было 5 престолов. 
Церковь в разное время обслуживали до трёх священников, до двух дьяконов, а также по три дьячка и пономаря. Сообщение о последней службе датируется 1931 годом. Ее вели священник Николай Касторский (родственник профессора кафедры всеобщей истории Михаила Ивановича Касторского) и дьякон Николай Румянцев. Сохранилась запись и о том, что в церкви Пресвятой Троицы в Кандаурово имелись Евангелие, датируемое 1639 годом, и древние оловянные сосуды. До 1917 года регентом церкви был Плотнов Григорий Васильевич - дед Владимира Давидовича Ашкенази, советского и исландского пианиста и дирижёра.
В 1939 году Церковь была закрыта и в дальнейшем использовалась в качестве гаража для колхозных тракторов. 

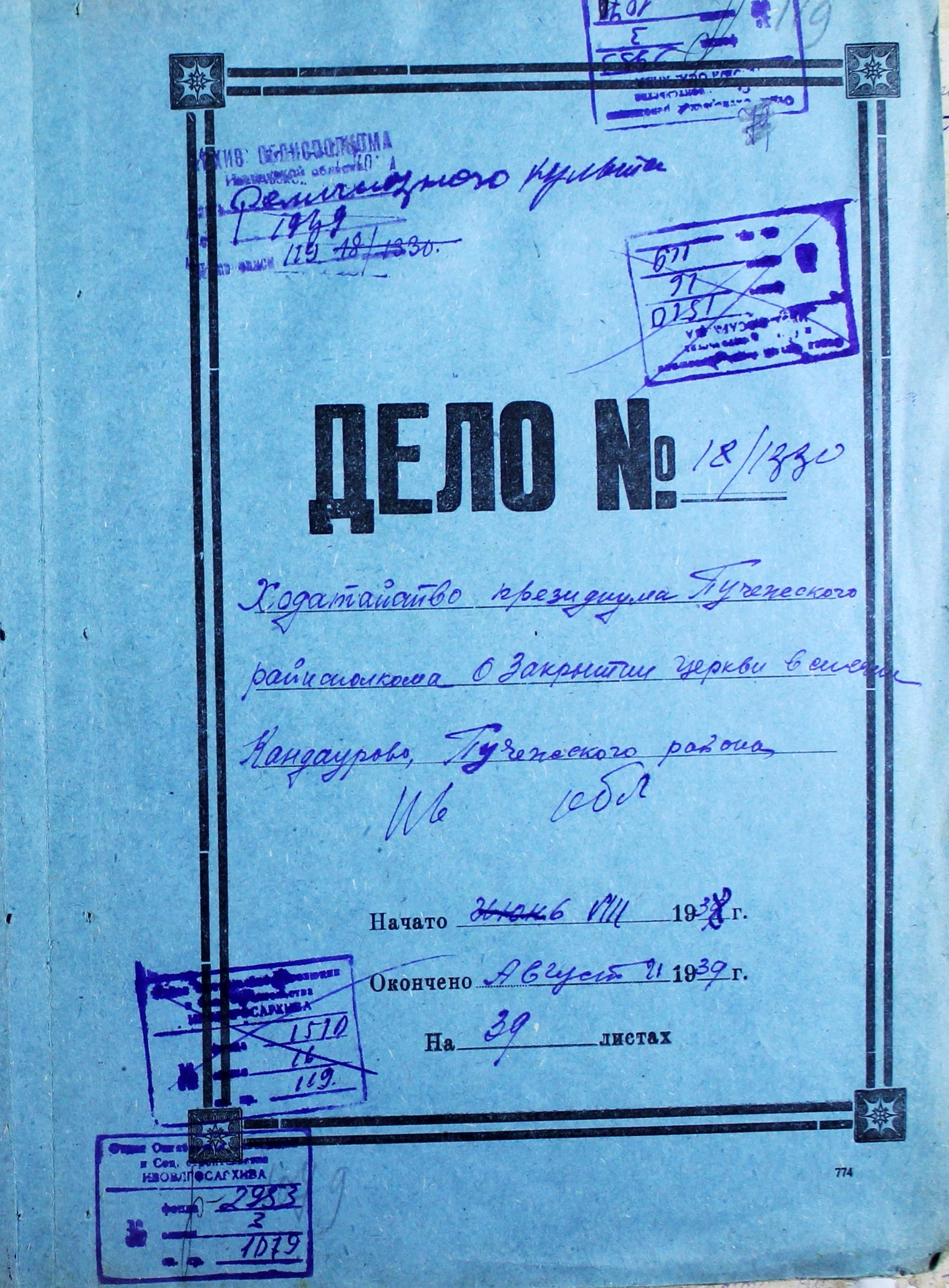
Ходатайство президиума Пучежского райисполкома о закрытии церкви в селении Кандаурово

Спустя несколько десятков лет колхоза не стало, а храм начал медленно разрушаться. Печальному исходу в истории кандауровской святыни помешали местные жители и бывшие односельчане, не оставшиеся равнодушными к судьбе церкви.

Краткая хронология:

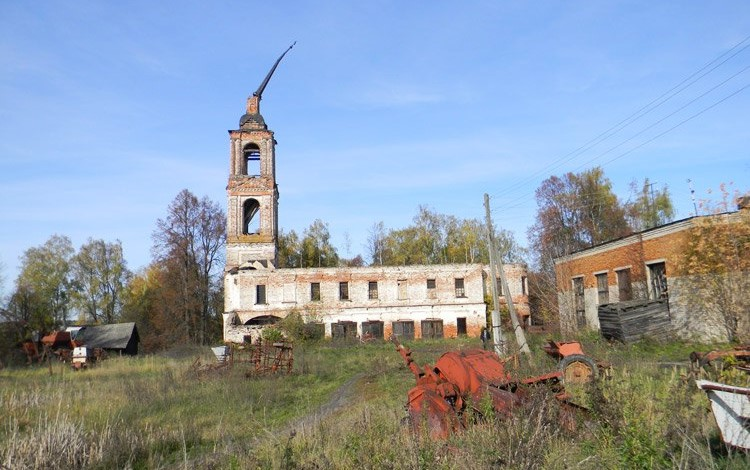
Храм Троицы Живоначальной (2013 год)

2012 год - расчищена территория внутри и около Храма. 
Август 2013 года - на восстановление Троицкой церкви получили благословение Владыки Кинешемской Епархии Илариона. 
Очень значимое событие произошло в августе 2014 года. Спустя долгое время после закрытия совершена первая Божественная Литургия.
В первую очередь восстановили гордость Кандаурово - большой шпиль с крестом на колокольне, который был освящен и поставлен к Пасхе в апреле 2015 году. 

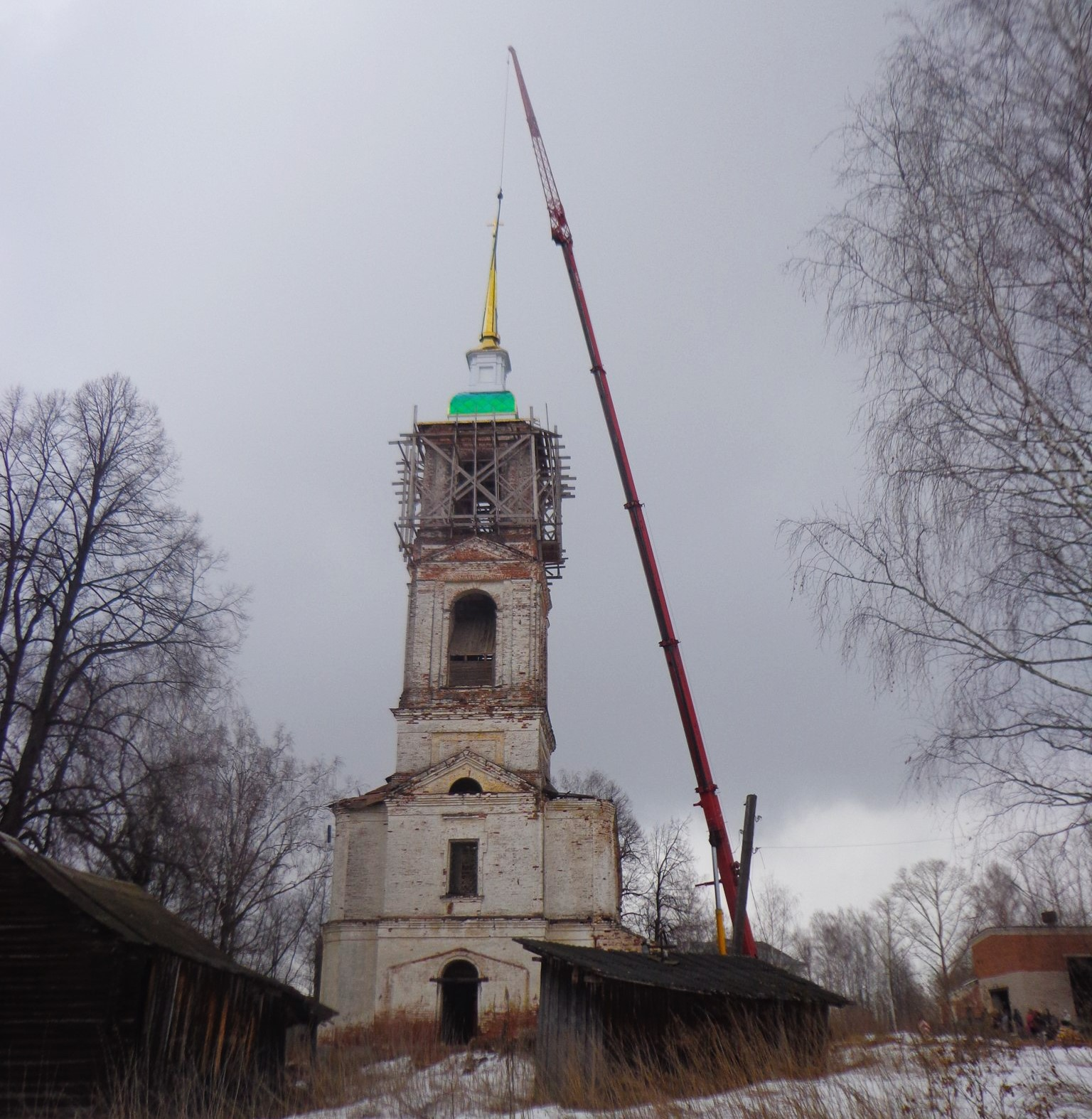
монтаж креста (апрель 2015).

Уже в мае объявили очередной сбор на новый этап «Кровля алтаря», а в ноябре 2015 года крыша над алтарем была установлена. 
В сентябре 2016-го окончена работа над верхней частью северной стены храма.
К лету 2017-го дверные проёмы для сельхозтехники советского периода вновь стали окнами.
В феврале 2018-го проходит благоустройство прихрамовой территории - вырубка деревья.
Осенью 2018-го установлены окна в алтаре.
В июне 2022-го установлены водостоки.
Рубеж - монтаж крыши над молельными залами пройден в сентябре 2022 года.
В то же время поставлены окна в молельных залах (на 1 и 2 этажах).
Ежеквартально проводятся субботники. Приходят местные жители и неравнодушные к общему делу жители других деревень, районов и даже областей.

## Инфраструктура
В селе имеются ФАП, отделение почтовой связи, сельский клуб, библиотека и магазин.

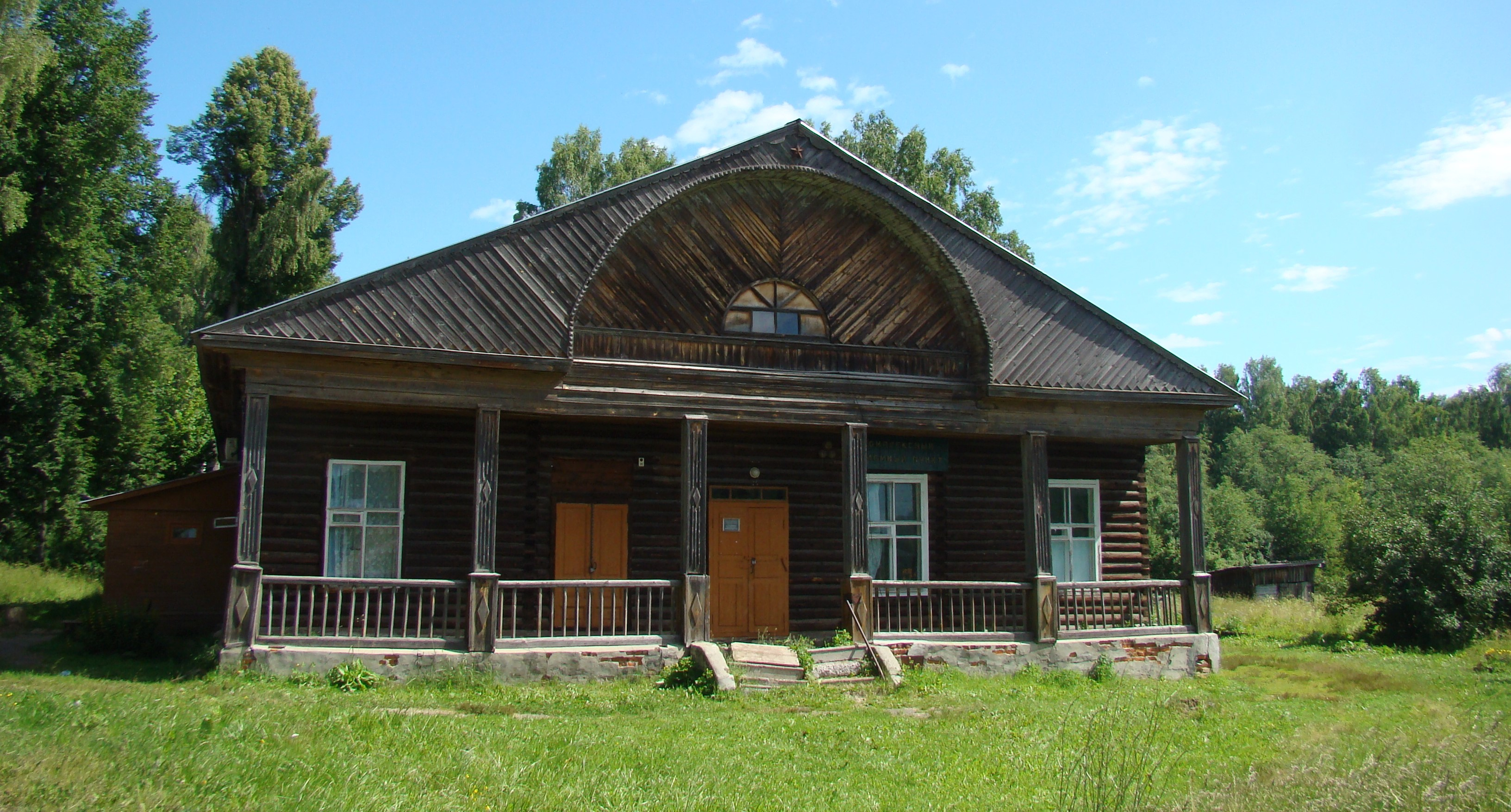
Сельский клуб Кандаурово (лето 2022).

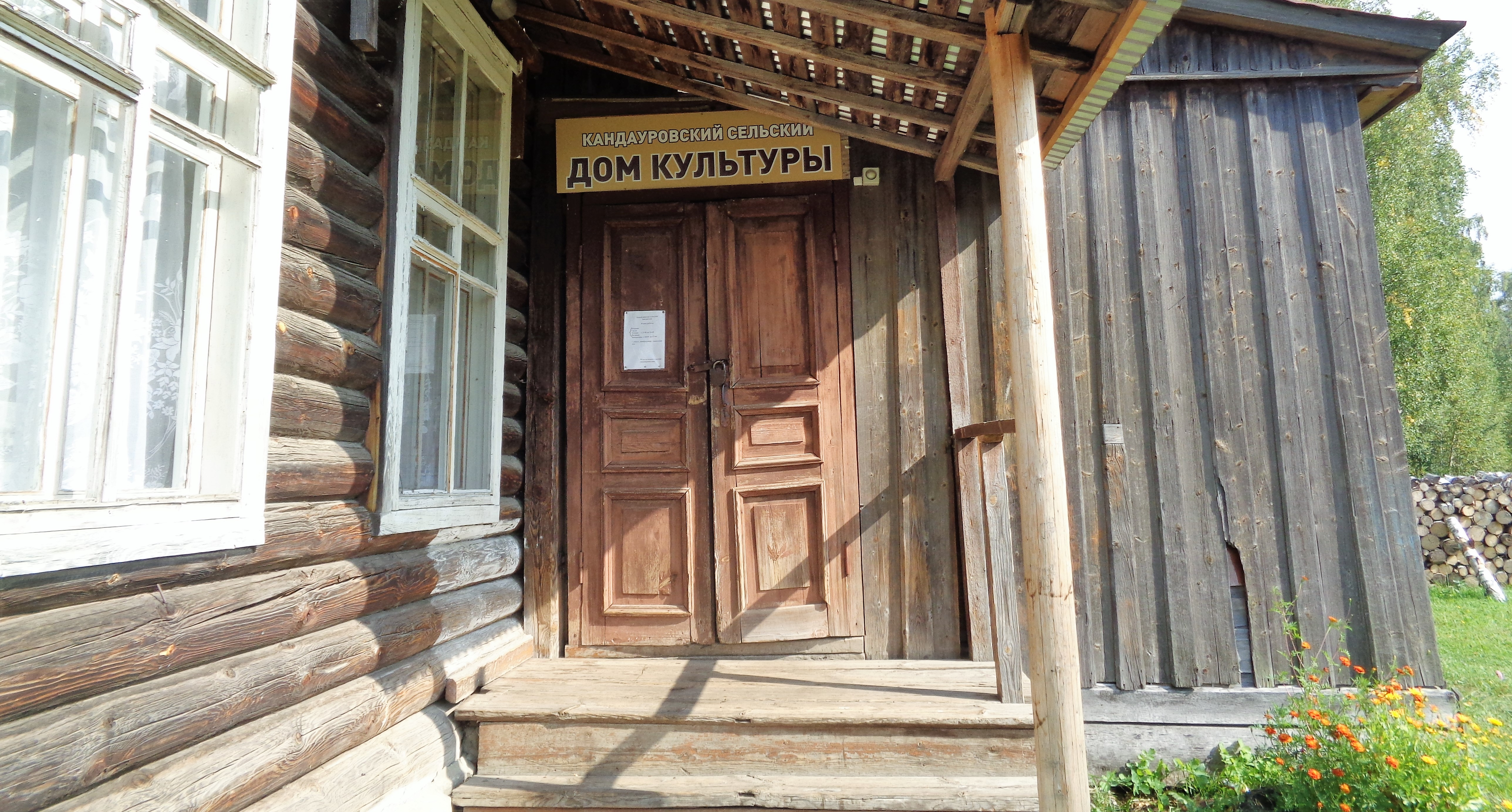
Кандауровский сельский дом культуры, вход (август 2022)

В селе с 1978 года имеется централизованное водоснабжение от артезианской скважины и водонапорной башни Рожновского (протяжённость водопроводных сетей — 7,8 км).
Улицы: Зелёная, Колхозная, Молодёжная, Новая, Полевая, Центральная, Школьная.

## Известные земляки
- Пузанов, Александр Михайлович (1906–1998) — советский партийный и государственный деятель, председатель Совета министров РСФСР (1952—1956).

## Население
| 1872 | 1897 | 1907 | 2002 | 2010 |
| ---- | ---- | ---- | ---- | ---- |
| 71   | ↗82  | ↗99  | ↗265 | ↘209 |

### Национальный состав
Согласно результатам переписи 2002 года, в национальной структуре населения русские составляли 96 % из 265 чел.

## Достопримечательности
В селе расположена недействующая Церковь Троицы Живоначальной (1822), однако в тёплое время года в ней проводятся молебны.
Мемориал воинам, погибшим в Великой Отечественной войне 1941—1945 г.

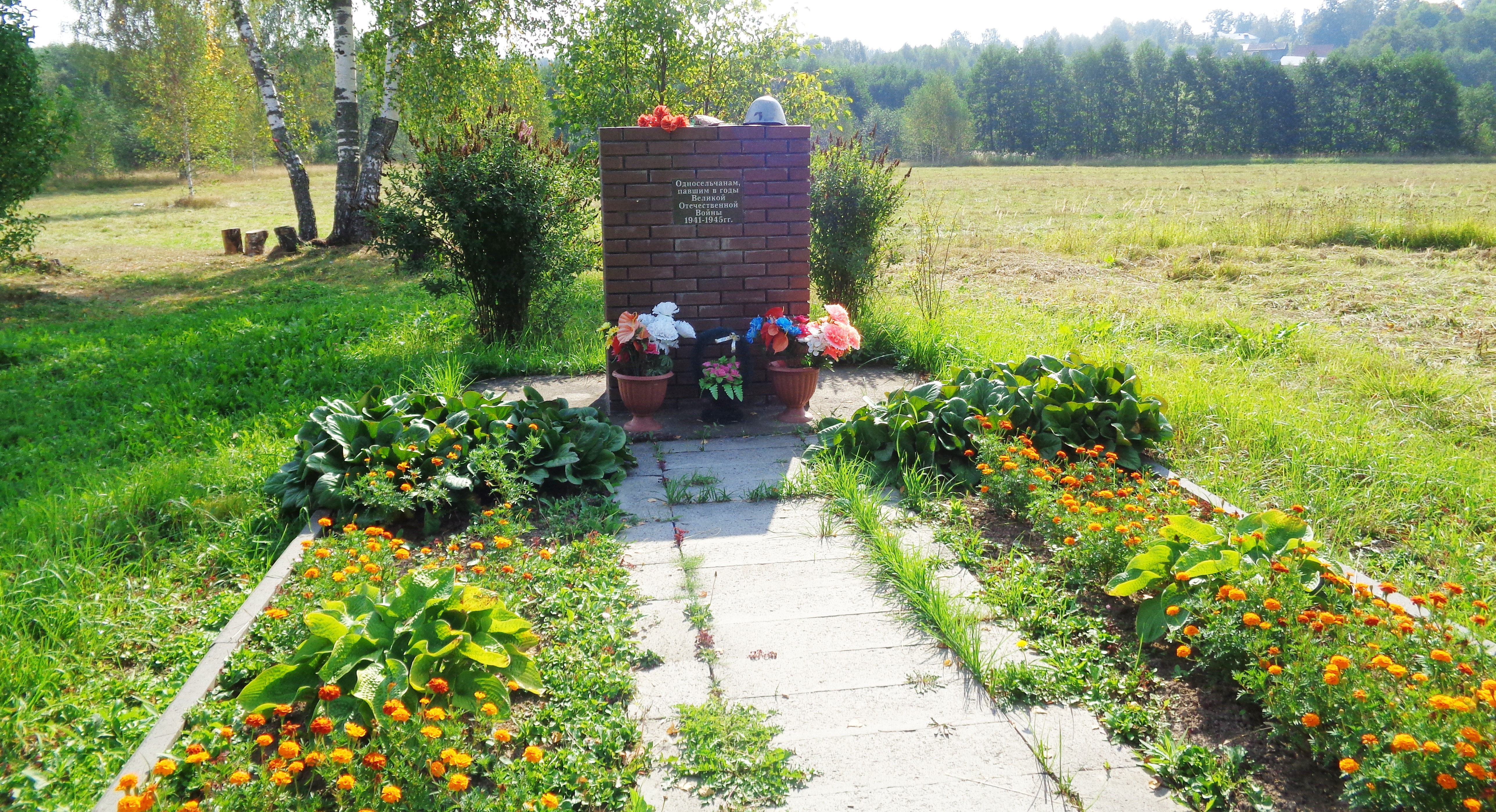
Односельчанам, павшим в годы Великой Отечественной войны

## Транспорт
Автобусное сообщение производится (не во все дни недели) с центром района — городом Пучеж. От д. Баскино можно доехать до г. Нижний Новгород (рядом с деревней проходит автодорога Пучеж — Нижний Новгород). От ост. Поползуха можно доехать до г. Иваново. C автостанции г. Пучеж можно доехать до других населённых пунктов пригородного или междугороднего сообщения (Кинешма и Юрьевец)[уточнить].